# Villers-aux-Bois
Villers-aux-Bois ist eine französische Gemeinde mit 321 Einwohnern (Stand 1. Januar 2022) im Département Marne in der Region Grand Est (vor 2016 Champagne-Ardenne). Sie gehört zum Kanton Vertus-Plaine Champenoise und zum Arrondissement Épernay. 

## Geografie
Villers-aux-Bois liegt etwa 14 Kilometer südlich von Épernay im Waldgebiet Forêt de Vertus. Umgeben wird Villers-aux-Bois von den Nachbargemeinden Moslins im Norden und Nordwesten, Blancs-Coteaux im Süden und Osten sowie Chaltrait im Westen.

### Bevölkerungsentwicklung
| Jahr                       | 1962 | 1968 | 1975 | 1982 | 1990 | 1999 | 2006 | 2011 | 2018 |
| -------------------------- | ---- | ---- | ---- | ---- | ---- | ---- | ---- | ---- | ---- |
| Einwohner                  | 153  | 159  | 139  | 197  | 256  | 231  | 254  | 300  | 326  |
| Quellen: Cassini und INSEE |      |      |      |      |      |      |      |      |      |

## Sehenswürdigkeiten
- Kirche Saint-Pierre aus dem 19. Jahrhundert
- Schloss Soulières aus dem 17. Jahrhundert, Monument historique seit 1980

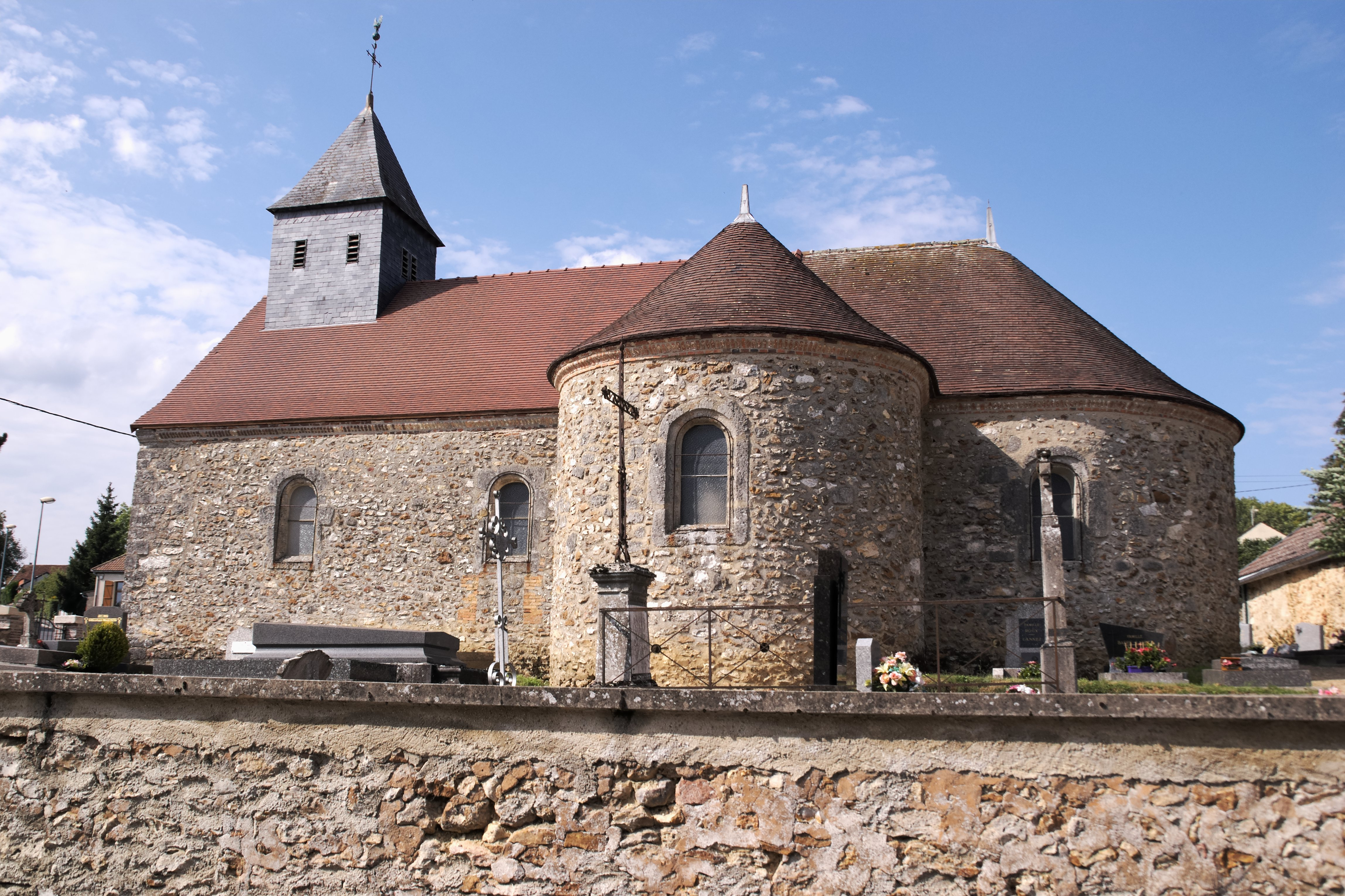
Kirche Saint-Pierre
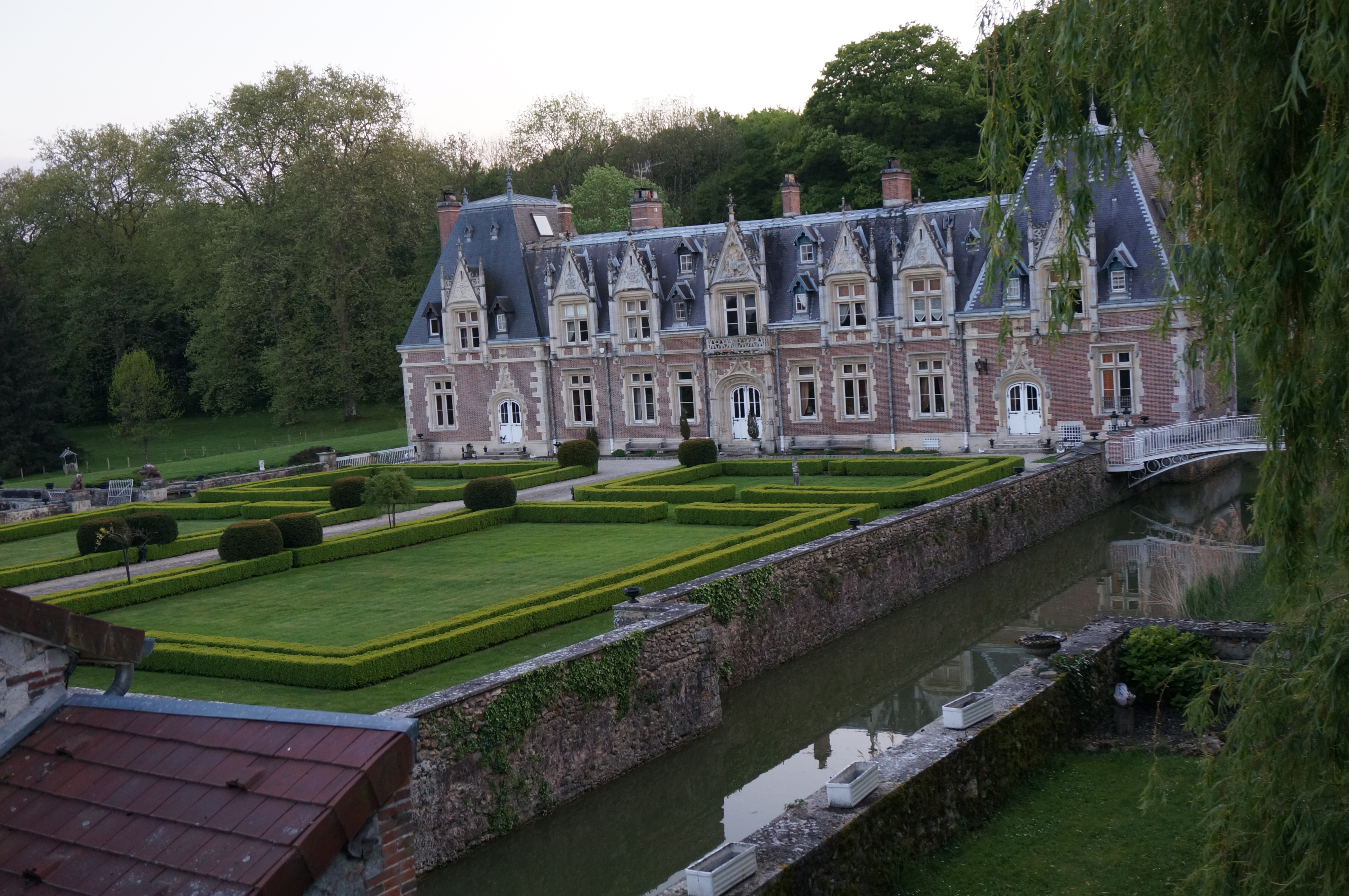
Schloss Soulières